# Investigator Rupes
L'Investigator Rupes è una struttura geologica della superficie di Mercurio.